# Eres buena gente
Eres buena gente es el primer álbum de El Desván del Duende. Salió a la venta en 2007. 
El álbum cuenta con las colaboraciones de Lichis (La Cabra Mecánica) en la canción "Mineápolis" y de Los Delinqüentes en "Macetas de colores".

## Lista de canciones[1]
| N.º   | Título                                        | Duración |  |
| 1.    | «Sin vértigo»                                 | 2:53     |  |
| 2.    | «El duende Manué»                             | 3:55     |  |
| 3.    | «Macetas de colores» (Con Los Delinqüentes)   | 4:04     |  |
| 4.    | «A volar»                                     | 3:26     |  |
| 5.    | «Nudo marinero»                               | 4:18     |  |
| 6.    | «La niña buena»                               | 4:09     |  |
| 7.    | «Pinchitos»                                   | 4:25     |  |
| 8.    | «Mineápolis» (Con Lichis (La Cabra Mecánica)) | 3:53     |  |
| 9.    | «A tu lado»                                   | 2:56     |  |
| 10.   | «Macetas de colores II»                       | 3:23     |  |
| 11.   | «Bonus track (Manos abiertas)»                | 3:32     |  |
| 40:58 |                                               |          |  |